# Ranunculus harveyi
Ranunculus harveyi (A. Gray) Britton – gatunek rośliny z rodziny jaskrowatych (Ranunculaceae Juss.). Występuje naturalnie w północno-zachodnim Meksyku (w stanie Kalifornia Dolna) oraz w Stanach Zjednoczonych (w stanach Arkansas, Kansas, w południowym Missouri, południowo-zachodniej części Illinois, w północnej Alabamie oraz we wschodnim Tennessee). 

## Morfologia
PokrójBylina o mniej lub bardziej owłosionych pędach. Dorasta do 20–40 cm wysokości.
LiścieSą proste lub trójdzielne. Mają nerkowaty kształt. Mierzą 1–3 cm długości oraz 1,5–4 cm szerokości. Nasada liścia ma sercowaty lub ucięty kształt. Brzegi są karbowane. Wierzchołek jest zaokrąglony lub tępy.
KwiatySą zebrane po 3–20 w kwiatostanach. Pojawiają się na szczytach pędów. Mają 5 eliptycznych działek kielicha, które dorastają do 2–4 mm długości. Mają od 5 do 7 owalnych i żółtych płatków o długości 4–7 mm.
OwoceNagie niełupki o długości 1–2 mm. Tworzą owoc zbiorowy – wieloniełupkę o jajowatym lub kulistym kształcie i dorastającą do 3–5 mm długości.

## Biologia i ekologia
Rośnie w lasach i na łąkach. Występuje na terenach nizinnych. Kwitnie od marca do maja. 

## Zmienność
W obrębie tego gatunku wyróżniono jedną odmianę:
- Ranunculus harveyi var. australis (Brandegee) L.D. Benson

oraz jedną formę:
- Ranunculus harveyi f. pilosus (Benke) E.J. Palmer & Steyerm.